# 格利泽908
格利泽908是一顆位於雙魚座的紅矮星，距離地球19.3光年。它是一顆天龍座BY型變星，變星編號為BR Piscium。由於星斑和不同的色球活動，它的視星等在8.93和9.03之間變化。
格利泽908的可變性在1994年得到確認，儘管其亮度變化沒有檢測到週期性。1997年進入變星總表。
格利泽908是一顆主序星，光譜等級為M1V Fe-1。後綴表示明顯缺乏重元素。